# San Marcos de Tarrazú
San Marcos es el distrito primero y ciudad cabecera del cantón de Tarrazú, en la provincia de San José, de Costa Rica.
Está ubicado en la región costarricense conocida como Zona de los Santos, famosa por la producción de café.

## Ubicación
El distrito de San Marcos de Tarrazú es uno de los tres distritos que componen el cantón, sin embargo, sólo comparte su límite sur con el distrito San Lorenzo. Por lo demás, San Marcos también limita con los cantones josefinos de Dota al este y León Cortés Castro al norte y oeste.

## Historia
San Marcos fue creado el 3 de agosto de 1938 por medio de Decreto Ejecutivo 146.
Hasta 1930 San Marcos de Tarrazú representaba la totalidad del territorio del cantón más otros cantones aledaños (León Cortés). A partir de ese año, el distrito adquiriría su extensión territorial de 37,66 km², la que perduraría hasta el Censo 2000, donde aparecería con el área actual.

## Geografía
San Marcos cuenta con un área de 46,02 km² y una altitud media de 1429 m s. n. m.

## Demografía
Para el año 2022, San Marcos cuenta con una población estimada de 10 674 habitantes, y para el último censo efectuado, en 2011, San Marcos contaba con una población de 9993 habitantes.

## Localidades
- Barrios: Corea, I Griega, Las Tres Marías, Santa Cecilia, Rodeo, Sitio.
- Poblados: Alto Pastora, Bajo Canet, Bajo San Juan, Canet, Cedral (parte), Guadalupe, Llano Piedra, San Cayetano, San Guillermo, Sabana (parte), San Pedro.

Existen varios poblados con nombres de santos o santas, como Guadalupe, San Guillermo, San Cayetano, Bajo San Juan, San Pedro, San Luis, Santa Cecilia y otros barrios importantes como El Rodeo, El Llano de la Piedra, La Cruz, La Sabana y Bajo Canet. Cada uno de estos poblados o barrios cuenta con su propia escuela primaria y el Liceo de Tarrazú que se encuentra en el Barrio Santa Cecilia a 1 km al norte del centro de San Marcos de Tarrazú, camino a San Pablo del cantón de León Cortés Castro.

## Transporte

### Carreteras
Al distrito lo atraviesan las siguientes rutas nacionales de carretera:
- Ruta nacional 226
- Ruta nacional 303